# Tor des Monats (Handball)
Das Tor des Monats ist eine seit Februar 2013 monatlich verliehene Auszeichnung für den schönsten Treffer, der innerhalb des Auszeichnungsmonats im Handball erzielt wurde. Die Wahl wird im Internet durchgeführt und von der Deutschen Kreditbank (DKB) gesponsert.
| Monat        | Torschütze      | Team              |
| ------------ | --------------- | ----------------- |
| Februar 2013 | Marijan Bašić   | TuS Ferndorf      |
| März 2013    | Robin Haller    | SG BBM Bietigheim |
| April 2013   | Johannes Sellin | Füchse Berlin     |
| Mai 2013     | Mats Petersen   | SG Hamburg-Nord   |

| Monat          | Torschütze              | Team                   |
| -------------- | ----------------------- | ---------------------- |
| September 2013 | Marko Bezjak            | SC Magdeburg           |
| Oktober 2013   | Matthias Musche         | SC Magdeburg           |
| November 2013  | Jens Fischer            | SC Fortuna Köln        |
| Dezember 2013  | Guðjón Valur Sigurðsson | THW Kiel               |
| Februar 2014   | Jens Bechtloff          | TBV Lemgo              |
| März 2014      | Marlon Schwarz          | TGS Langenhain         |
| April 2014     | Paul Gbur               | GSV Eintracht Baunatal |
| Mai 2014       | Hampus Wanne            | SG Flensburg-Handewitt |

| Monat          | Torschütze       | Team                      |
| -------------- | ---------------- | ------------------------- |
| September 2014 | Per Oke Kohnagel | SG Flensburg-Handewitt II |
| Oktober 2014   | Torge Johannsen  | TSV Hannover-Burgdorf     |
| November 2014  | Daniel Kästner   | HV Oberlausitz Cunewalde  |
| Dezember 2014  | Thorben Buhre    | GSV Eintracht Baunatal    |
| Februar 2015   | Roman Bečvář     | HC Empor Rostock          |
| März 2015      | Moritz Barkow    | TuS Ferndorf              |
| April 2015     | Marvin Hoff      | TuS Brotdorf              |
| Mai 2015       | Tess Wester      | VfL Oldenburg             |

| Monat          | Torschütze         | Team                   |
| -------------- | ------------------ | ---------------------- |
| August 2015    | Julian Setter      | TuS Brotdorf           |
| September 2015 | Phil Schrage       | ASV Hamm               |
| Oktober 2015   | Rune Dahmke        | THW Kiel               |
| November 2015  | Nico Ferdinand     | HSG Albstadt           |
| Dezember 2015  | David Heinig       | SG LVB Leipzig         |
| Februar 2016   | Steffen Mühlhoff   | ASV Senden             |
| März 2016      | Marcel Müller      | SG Ratingen 2011       |
| April 2016     | Simon Schmiedel    | TSB Ravensburg         |
| Mai 2016       | Alicia Soffel      | JSG Mainz 05/Budenheim |
| Juni 2016      | Jeffrey Boomhouwer | MT Melsungen           |

| Monat          | Torschütze            | Team                   |
| -------------- | --------------------- | ---------------------- |
| September 2016 | Björn Zintel          | ASV Hamm               |
| Oktober 2016   | Berit Mies            | FSG Vortaunus          |
| November 2016  | Jonas Visse           | Eickener SV            |
| Dezember 2016  | Lukas Mertens         | Wilhelmshavener HV     |
| Februar 2017   | Lucas Schneider       | TuS Ferndorf           |
| März 2017      | Tomáš Pavlíček        | Dessau-Roßlauer HV     |
| April 2017     | Tim Büdel             | TSG Offenbach-Bürgel   |
| Mai 2017       | Hendrik Bohnenstengel | TSB Heilbronn-Horkheim |
| Juni 2017      | Matthias Stocker      | HSG Konstanz           |

| Monat          | Torschütze        | Team                               |
| -------------- | ----------------- | ---------------------------------- |
| September 2017 | Jens Dauben       | ATV Biesel                         |
| Oktober 2017   | Gary Hines        | HSC Bad Neustadt                   |
| November 2017  | Michael Romanov   | TuS Volmetal                       |
| Dezember 2017  | Niels Versteijnen | Niederländische Nationalmannschaft |
| Februar 2018   | Konstantin Burger | HSG 2020 Fichtelgebirge            |
| März 2018      | Stefan Goldkuhle  | TuS Bommern                        |
| April 2018     | Jana Behrendsen   | HSG Jörl-DE Viöl                   |
| Mai 2018       | Dyzio Slota       | FV Unterharmersbach                |

| Monat          | Torschütze                | Team                  |
| -------------- | ------------------------- | --------------------- |
| September 2018 | Thomas Roth               | TSV Södel             |
| Oktober 2018   | Bastian Schwengers        | FC Schalke 04         |
| November 2018  | Christopher Czens         | Lehrter SV            |
| Dezember 2018  | Lasse Scharge             | Oranienburger HC      |
| Februar 2019   | Julius Lindskog Andersson | TuS Ferndorf          |
| März 2019      | Sebastian Möck            | HSG Albstadt II       |
| April 2019     | Gaetan Guidoni            | HG Müllheim/Neuenburg |
| Mai 2019       | Julia Niewiadomska        | HSG Bensheim/Auerbach |

| Monat          | Torschütze       | Team                   |
| -------------- | ---------------- | ---------------------- |
| September 2019 | Oussama Lajnef   | TV Olpe                |
| Oktober 2019   | Sascha Muscheiko | HSV Hannover           |
| November 2019  | Simon Schlösser  | Longericher Sport Club |
| Dezember 2019  | Meike Frank      | HSG Hunsrück           |